# 雷尼耶家族
雷尼耶家族（法語：Famille des Régnier）是一個起源自下洛塔林吉亞的貴族家族，始祖是雷尼耶一世。下洛塔林吉亞分裂後，雷尼耶家族繼續統治布拉班特公國，因此又被稱為布拉班特家族。

雷尼耶家族徽章